# Mars (folyó)
A Mars folyó Franciaország területén a Sumène bal oldali mellékfolyója.

## Földrajzi adatok
A Francia-középhegységben a Puy Mary hegycsúcs közelében ered 1550 méter magasan és Bassignac közelében torkollik a Sumène-be. Hossza 40,6 km.

## Megyék és helységek a folyó mentén
- Cantal : Le Falgoux, Le Vigean